# Gravity's Rainbow
Gravity's Rainbow (em português:  O Arco-Íris da Gravidade) é um romance do escritor norte-americano Thomas Pynchon. Escrita em 1973, a obra alcançou o status de obra-prima.
Longa, complexa e com um grande elenco de personagens, a narrativa se passa principalmente na Europa no final da Segunda Guerra Mundial, com destaque para temas como a paranóia, entropia, e para a discussão em torno do design, produção e disparos de foguetes V-2, usado à época, pelos militares alemães.
Atravessando esta ampla gama de temas, O Arco-Íris da Gravidade transgride fronteiras entre alta e baixa cultura, entre a linguagem formal e palavrões e entre ciência e metafísica especulativa. O Arco-Íris da Gravidade dividiu o National Book Award de 1974 nos Estados Unidos com A Crown of Feathers and Other Stories de Isaac Bashevis Singer. Embora selecionado pelo júri do Prêmio Pulitzer para o Prêmio Pulitzer de Ficção de 1974, o Comitê do Pulitzer sentiu-se ofendido por seu conteúdo. Nenhum Prêmio Pulitzer foi concedido para ficção naquele ano. O romance foi nomeado para o Prêmio Nebula de 1973 de Melhor Romance.
Gravity's Rainbow é considerado por muitos críticos um dos melhores romances americanos já escritos. A Time, por exemplo, nomeou a obra como um dos "100 Melhores Romances de Todos os Tempos", numa lista dos melhores romances em inglês de 1923 a 2005. A obra exerceu influência relevante, tanto na literatura posterior, quanto na cultura popular, incluindo o cinema, letras de música dedicadas à obra, pintura, e até mesmo em jogos de videogame.

## Estrutura e cronologia

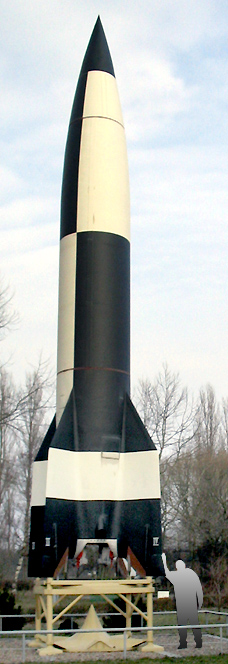
Réplica do V2(A4), escala 1:1

[...] um milhão de burocratas estão
planejando diligentemente a morte
e alguns deles sabem disso [...]

–Thomas Pynchon

### Título
O título do romance declara a ambição e põe em ressonância a oscilação entre destruição e liberdade expressa ao longo do livro. Exemplo da fluidez de significados característicos do trabalho de Pynchon durante os primeiros anos em que a trama se passa, Gravity's Rainbow aborda:
- A trajetória parabólica de um foguete V-2: o caminho "em forma de arco-íris" criado pelo míssil enquanto ele se move sob a influência da gravidade, subsequente à desativação do motor
- O arco da trama: críticos como Weisenburger descobriram que essa trajetória é cíclica ou circular, como a verdadeira forma de um arco-íris. Isso segue a tradição literária de Finnegans Wake, de James Joyce, e de The Confidence-Man, de Herman Melville.[12]
- O padrão estatístico de impactos de bombas-foguete, invocado com frequência no romance por referência à distribuição de Poisson
- A introdução da aleatoriedade na ciência da física através do desenvolvimento da mecânica quântica, quebrando a suposição de um universo determinístico
- O efeito animador da mortalidade na imaginação humana.

Gravity's Rainbow é composto de quatro partes.

### Parte 1:Além do Zero
"Parte 1: Além do Zero" contém 21 episódios. O nome "Além do Zero" refere-se à falta de extinção total de um estímulo condicionado. Os eventos desta parte ocorrem principalmente durante a época do Advento de Natal de 1944, de 18 a 26 de dezembro. A epígrafe é uma citação de um panfleto escrito pelo cientista de foguetes Wernher von Braun e publicado pela primeira vez em 1962: "A natureza não conhece a extinção; tudo o que ela sabe é transformação. Tudo o que a ciência me ensinou, e continua a me ensinar, fortalece minha crença na continuidade de nossa existência espiritual após a morte". A epígrafe reflete temas de redenção antecipada e obscurecimento do sagrado e secular, os quais permeiam a Parte 1.

### Parte 2:Un Perm 'au Casino Hermann Goering
"Parte 2: Un Perm 'au Casino Hermann Goering" contém oito episódios. Os eventos desta seção abrangem os cinco meses desde o Natal de 1944 até o domingo de Pentecostes no ano seguinte; 20 de maio de 1945. A deturpação ou reinterpretação da identidade é refletida na jornada de Slothrop, bem como na epígrafe, atribuída a Merian C. Cooper, falando com Fay Wray antes de seu papel como protagonista em King Kong, conforme relatado por Wray na edição de 21 de setembro de 1969 da The New York Times: "Você terá o protagonista mais alto e mais sombrio de Hollywood".

### Parte 3:Na Zona
"Parte 3: Na Zona" compreende 32 episódios. O enredo da Parte 3 se passa durante o verão de 1945, com analepses (flashbacks literários) até o período da Parte 2, com a maioria dos eventos ocorrendo entre 18 de maio e 6 de agosto; o dia do primeiro ataque a bomba atômica e também a Festa da Transfiguração. A epígrafe é retirada de O Mágico de Oz, narrada por Dorothy quando ela chega em Oz e mostra sua desorientação com o novo ambiente: "Toto, sinto que não estamos mais no Kansas [...]".

### Parte 4:A Força Contrária
"Parte 4: A Força Contrária" é composta por 12 episódios. O enredo desta parte começa logo após 6 de agosto de 1945 e cobre o período até 14 de setembro do mesmo ano; o dia da Exaltação da Santa Cruz, com prolongamento da analepsia até o fim de semana da Páscoa/Abril de 1945 e culminando em uma prolepsia até 1970. A simples citação epigráfica "O quê?" é atribuído a Richard M. Nixon e foi adicionado depois que as galés do romance foram impressas para insinuar o envolvimento do presidente no crescente escândalo de Watergate. A citação original para esta seção (como pode ser visto nas cópias antecipadas do livro) foi um trecho da letra da música de Joni Mitchell, "Cactus Tree" ("She has brought them to her senses/They have laughed inside her laughter/Now she rallies her defenses/For she fears that one will ask her/For eternity/And she’s so busy being free"), então a mudança de cotação saltou uma grande divisão cultural.